# 石塚氏
石塚氏（いしづかし）は、日本の氏族のひとつ。佐竹氏の庶流である系統と、粟宮氏の庶流である系統が存在する。

## 清和源氏佐竹氏族
常陸国の石塚氏は、佐竹氏の第9代義篤の三男・石塚宗義がはじめて石塚姓を名乗ったことに発する。小場氏らと共に佐竹氏の支流としては最も古い家柄だと言われている。代々一族で婚姻を繰り返し、庶子家自体も第二次的な庶子家を分家させて、佐竹氏は大規模な物領制を形成したという。
宗義は、那珂西郡石塚郷、久慈郡西遠野村、多珂郡桜井郷、多珂郡木佐良村を譲られ、正平17年（1362年）に石塚城を築いたと伝わる。前述のように元々は兄弟であり、同族結婚を繰り返すなど、同じ一族ではあれど、所領が近かった小場氏、大山氏とは度々争ったという。
佐竹氏の秋田転封後は、久保田城下の東根小屋町に屋敷を構え、家老を勤めた。

### 系図
常陸時代は以下の通り。
```
佐竹義篤
 - 
石塚宗義
 - 義広 - 義堯 - 義永 - 義親 - 義胤 - 義衡 - 義国
```

国替後の秋田時代は以下の通り。なお、義国と義辰を同一人物とする説もある一方、義国が死んだため、義辰を養子にしたともいう。
```
石塚義辰
（
小場義成
の弟）- 義全 = 
義里
（
佐竹義章
の三男） - 義據 = 
義敬
（
佐竹義秀
の二男） - 義陳 - 義智 - 義保 - 義貞
```

## 粟宮氏族
下野国の石塚氏は、小山市粟宮の社家粟ノ宮氏の一族。粟ノ宮(阿波宮)氏は「秦始皇帝之御末孫」との帰化人伝説を持ち、直系は秦姓を名乗り、石塚氏はその傍流「阿波宮七流」(殿塚・石塚・小野寺・甚・遠藤・中久喜・簗)の一であるという。
小山市下石塚の星宮神社南西一帯にあった石塚館を居館とし、小山氏に臣従していたと想定されている。館の由来については、星宮神社の由緒書に、建武元年(1334年)小山秀朝の子政高が、石塚郷に館を築き社を勧請したとある。
戦国時代には、古河公方家老で栗橋城主であった野田弘朝に仕官し民部少輔をつとめていた。使者として小田原に遣わされた際、北条氏康より向古河村及び下宮ノ郷を与えるといわれており、翌月公方足利晴氏に確認し所領としている。次いで晴氏からは仮宿村を、弘朝からは大和之郷他を与えられている。また「栗橋城廻ニテ永銭五拾貫文 手作分也」とあり、栗橋城付近に屋敷を構えていたと想定される。官職としては、晴氏より對馬守を受領、足利義氏より對馬守嫡子に民部少輔、弘朝より大野ノ代官を任命されている。
古河公方の衰退が始まり北条氏照が栗橋城に入城したとされる永禄年間(1558-1570年)になると、石塚對馬守の嫡子と想定される照吉は民部少輔として部屋村中根近辺に移住した可能性がある。現在の栃木市藤岡町中根にある観音堂に栃木市指定文化財の如来坐像(平成12年(2000年)指定)があり、その墨書銘に、天正5年(1577年)「石塚民部」がこれを修復したと書かれているからである。照吉は小山氏より縫殿助(民部少輔と兼任)を任命、その後皆川氏(「長沼ノ山城守」)より下総守、及び下総守嫡子に弥右衛門尉を受領している。
天正18年(1590年)7月の小田原征伐直後に、上記の内容を含む由緒書が、石塚下総守照吉により書かれている(9月9日擱筆)。